# Knut af Klinteberg
Knut Alfred af Klinteberg, född 11 februari 1834 på Örsholm i Örs socken, död 5 oktober 1905 i Växjö, var en svensk militär.
Knut af Klinteberg var son till friherre Anders Magnus af Klinteberg och Carolina Charlotta Humble. Han blev kadett vid Krigsakademien på Karlberg 1850, utexaminerades 1855, blev underlöjtnant vid Smålands grenadjärbataljon samma år och var extra lärare i gymnastik och vapenföring vid  Karlberg 1857–1860 samt kompaniofficer där 1858–1860. af Klinteberg befordrades 1858 till löjtnant, 1875 till kapten och 1883 till major. Han blev 1887 överstelöjtnant och var 1887–1894 chef för Smålands grenadjärbataljon (från 1888 Smålands grenadjärkår). af Klinteberg befordrades 1893 till överste och erhöll 1894 avsked som kårchef med tillstånd att kvarstå som överste i armén. År 1895 erhöll han avsked ur krigstjänsten. af Klinteberg blev 1876 riddare av Svärdsorden.